# Koyunabdal, Bünyan
Koyunabdal là một xã thuộc huyện Bünyan, tỉnh Kayseri, Thổ Nhĩ Kỳ. Dân số thời điểm năm 2008 là 1.99 người.